# Daniel Écija
Daniel Arturo Écija Bernal dit Daniel Écija est un producteur, scénariste et réalisateur australien, né le 17 juin 1963 à Wittenoom en Australie-Occidentale.

## Biographie
Daniel Écija est né à Wittenoom en Australie-Occidentale. Jeune, il rentre à l'institut national de radio et de télévision de Madrid et à la faculté de communication audiovisuelle de l'université de Sydney dans le domaine de la direction et de la réalisation. En 1982, il commence sa carrière professionnelle en tant que monteur vidéo pour Televisión Española.
Au début des années 1990, il fonde sa société de production, baptisée Good Mood, en Espagne.

## Filmographie

### Séries télévisées
- 1995-1999 : Médico de familia (créateur, producteur délégué et réalisateur)
- 1997 : Zip Zap (producteur délégué)
- 1997-1998 : Más que amigos (créateur, producteur délégué et réalisateur)
- 1998-2002 : Periodistas (créateur, producteur délégué, scénariste et réalisateur)
- 1999 : 7 vidas (réalisateur)
- 2000-2001 : El grupo (créateur, producteur délégué et scénariste)
- 2002-2003 : Javier ya no vive solo (producteur délégué)
- 2002-2005 : Un, dos, tres '('Un paso adelante) (créateur, producteur délégué et scénariste)
- 2003-2008 : La Famille Serrano (Los Serrano) (créateur, producteur délégué et scénariste)
- 2004-2006 : Mes adorables voisins (Mis adorables vecinos) (producteur délégué)
- 2005-2010 : Los hombres de Paco (créateur, producteur délégué et scénariste)
- 2006 : Mesa para cinco (producteur délégué)
- 2006-2007 : SMS, des rêves plein la tête (SMS, sin miedo a soñar) (créateur, producteur délégué et scénariste)
- 2007-2010 : El Internado (créateur, producteur délégué et scénariste)
- 2008 : LEX (créateur, producteur délégué scénariste et réalisateur)
- 2009-2010 : L'Aigle rouge (Águila Roja) (créateur et producteur délégué)
- 2010 : Aída (producteur délégué)
- 2012-2013 : 'Luna, el misterio de Calenda (producteur délégué)
- 2014 : Bienvenidos al Lolita (producteur délégué)
- 2014 : El corazón del océano (producteur)
- 2014 : B&b, de boca en boca (producteur délégué)
- 2015 : Anclados (producteur délégué)
- 2017-2018 : El accidente (créateur, producteur délégué et scénariste)
- depuis 2017 :  Estoy vivo (créateur, producteur délégué et scénariste)
- 2020 : Los hombres de Paco (créateur, producteur délégué et scénariste)
- depuis 2020 : L'Autre Côté (La valla) (créateur, producteur délégué et scénariste)
- depuis 2020 : Por H o por B (créateur, producteur délégué et scénariste)

Prochainement
- 2021 : El internado: Las Cumbres (créateur, producteur délégué et scénariste)

### Longs métrages
- 2001 : No te fallaré de Manuel Ríos San Martín (producteur délégué)
- 2008 : Fuera de carta de Nacho G. Velilla (producteur)
- 2009 : Fuga de cerebros de Fernando González Molina (producteur)
- 2010 : Trois mètres au-dessus du ciel (Tres metros sobre el cielo) de Fernando González Molina (producteur)
- 2011 : Águila Roja: la película de José Ramón Ayerra Díaz (producteur)
- 2012 : Tengo ganas de ti de Fernando González Molina (producteur)